# Grillo

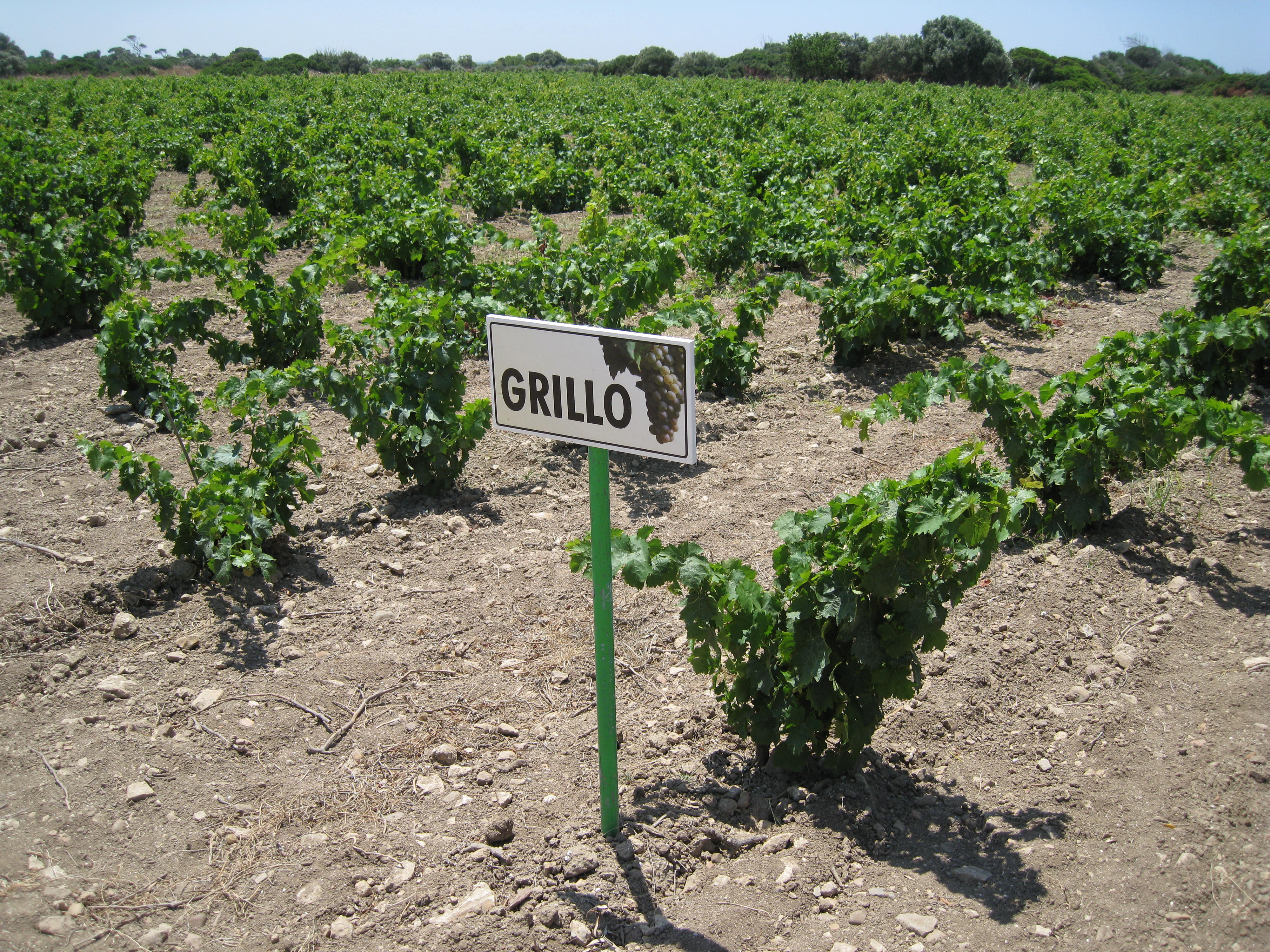
Wijngaard met Grillo

De Grillo is een witte druivensoort en komt voor in Sicilië. In 1897 was de druivensoort al aangeplant in de provincie Trapani. Deze druivensoort wordt veelal samen met de Catarratto Bianco gebruikt om er marsalawijn van te maken. Grillo is ook wel bekend onder de naam Riddu en kan tegen zeer hoge temperaturen. De schil is dik en voorkomt daardoor dat het vocht in de druif kan verdampen. In de wijnen die er van gemaakt worden komen abrikozen- en citrustonen naar voren.

## Wijnregio's
Behalve in de marsalawijnen, komt deze druif steeds vaker voor in DOC-wijnen zoals:
- Monreale (provincie Palermo)
- Alcamo (provincies Palermo en Trapani)
- Contea di Scalafani (provincies Agrigento en Palermo)
- Delia Nivolelli (provincie Trapani)

## Synoniemen
Riddu is het enige synoniem.